# 파리피포
《파리피포》(パリピポ 파리피포[*])는 쟈니즈WEST의 2번째 음반이다.

## 개요
전작 《go WEST 준비 땅!》으로부터 약 8개월 만의 음반이다.

## 수록곡

### 초회반
CD
1. パリピポアンセム / 파리피포 앤셈
작사·작곡: 나가타 마사키 / 편곡: ha-j
2. Toxic Love
작사: Komei Kobayashi / 작곡·편곡: STEVEN LEE
3. キミコイ / 키미코이
작사: Shusui / 작곡: Shusui, RAAY, Art Hunter, Kresimir Tomec / 편곡: RAAY, Kresimir Tomec
4. SCARS
작사: SHIKATA / 작곡: O-BANKZ, Takuya Harada, SHIKATA / 편곡: O-BANKZ
5. アカンLOVE～純情愛やで～ / 안 돼 LOVE~순정애야~
작사: 코마츠 레나 / 작곡: 호시노 야스히코 / 편곡: 와타나베 토오루

DVD
1. 쟈니즈WEST 1st album 릴리스 파티

### 통상반
CD
1. パリピポアンセム / 파리피포 앤셈
2. Toxic Love
3. キミコイ / 키미코이
4. SCARS
5. アカンLOVE～純情愛やで～ / 안 돼 LOVE~순정애야~
6. Mambo de WEST!
작사·작곡: 이치카와 요시야스, 마시코 타츠로 / 편곡: ha-j
7. PARTY MANIACS
작사: Komei Kobayashi / 작곡: STEVEN LEE, Drew Ryan Scott, Andreas Oberg / 편곡: CHOKKAKU / 코러스: BADNEWS